# The Tipping Point (The Roots)
The Tipping Point è il sesto album della band hip hop statunitense The Roots. Prodotto da Questlove e distribuito da Geffen, l'album è pubblicato il 13 luglio 2004.

## Descrizione
L'album prende il nome dall'omonimo saggio di Malcolm Gladwell e la copertina è un'elaborazione grafica di una foto segnaletica scattata a un diciottenne Malcolm X, nel periodo precedente alla sua conversione islamica, avvenuta in carcere. Altre edizioni dell'album, compresa quella pubblicata su iTunes sostituiscono questa immagine con una simile, in cui posa Black Thought, come nella copertina del singolo Stay Cool.
Nella sua prima settimana, l'album vende 109 000 copie, debuttando al quarto posto della Billboard 200. Nonostante le critiche miste nei confronti delle produzioni e della sostanza dei testi, The Tipping Point riceve generalmente recensioni positive dalla critica: su Metacritic l'album è votato con 72/100.
| Recensione           | Giudizio |
| -------------------- | -------- |
| AllMusic             | [ 7 ]    |
| Blender              | [ 8 ]    |
| Entertainment Weekly | B+       |
| Los Angeles Times    | [ 4 ]    |
| NME                  | 8/10     |
| Pitchfork            | 5.4/10   |
| Rolling Stone        | [ 2 ]    |
| Slant Magazine       | [ 12 ]   |
| Spin                 | B        |
| The Village Voice    | A−       |

## Tracce
1. Star/Pointro
2. I Don't Care
3. Don't Say Nuthin'
4. Guns Are Drawn
5. Stay Cool
6. Web
7. Boom!
8. Somebody's Gotta Do It feat. Devin The Dude, Jean Grae & Mack Dub
9. Duck Down!
10. Why (What's Goin On?)
11. The Mic feat. Skillz (bonus track)
12. Din da da (bonus track)
13. Melting Pot (Booker T. & the M.G.'s cover) (bonus track)

## Campioni utilizzati
Star/Pointro contiene un campione da Everybody Is A Star di Sly & The Family Stone.
Stay Cool contiene un campione da Harlem Hendoo di Al Hirt.

## Classifiche
| Classifica (2002)         | Posizione massima |
| ------------------------- | ----------------- |
| Austria                   | 57                |
| Belgio                    | 51                |
| Finlandia                 | 22                |
| Francia                   | 35                |
| Germania                  | 44                |
| Italia                    | 30                |
| Norvegia                  | 20                |
| Paesi Bassi               | 44                |
| Regno Unito               | 71                |
| Stati Uniti               | 4                 |
| US Top R&B/Hip-Hop Albums | 2                 |
| Svizzera                  | 3                 |